# Il gatto con gli stivali (opera)
Il gatto con gli stivali è un'opera per bambini in tre atti e quattro scene di Cezar' Antonovič Kjui.

## Storia della composizione
L'opera fu composta nel 1913 e il libretto fu scritto da una maestra, Marina Stanislavovna Pol' e da Nadežda Nikolaevna Dolomanova, che si basarono sulla versione della fiaba di Charles Perrault. L'edizione a stampa del 1913 porta la dedica a A. A. Fedorov-Davidov. L'opera venne messa in scena per la prima volta a Roma nel 1915. Nel 1961 in Unione Sovietica fu pubblicata una nuova edizione dell'opera, con libretto revisionato da M. L'vovskij. Negli anni 70 del XX secolo l'opera conobbe una certa popolarità nella Germania Est, dov'era conosciuta come Der gestiefelte Kater.

## Trama
La trama segue molto fedelmente la fiaba di Perrault, con un'introduzione strumentale e l'inserimento di alcune danze.